# Microdon sumbanus
Microdon sumbanus är en tvåvingeart som beskrevs av Keiser 1952. Microdon sumbanus ingår i släktet myrblomflugor, och familjen blomflugor. Inga underarter finns listade i Catalogue of Life.